# Mahkota Band
Mahkota Band es una banda musical de Indonesia, formada en el 2009 en la ciudad de Cianjur. La banda está integrada por Imeng (voz), Rangga (bajo), Ega Ganjar Prog (guitarra), Dino (batería) y Verry (teclado). Los géneros musicales que la banda interpreta son el pop y el rock.
Su primer álbum titulado "Jangan Ganggu Dulu", fue lanzado ese mismo año de su formación bajo el sello de Warner Music de Indonesia.

## Discografía
- Jangan Ganggu Dulu (2009)
- Sendiri Melawan Dunia (2010)